# Reṣeba
Reṣeba é um filme de drama iraquiano de 2016 dirigido e escrito por Hussein Hassan. Foi selecionado como representante de seu país ao Oscar de melhor filme estrangeiro em 2018.

## Elenco
- Rekesh Shabaz - Reko
- Diman Zandi - Pero
- Maryam Boobani
- Adil Abdulrahman